# 普里蒂普萊里 (堪薩斯州)
普里蒂普萊里（英語：Pretty Prairie）是一個位於美國堪薩斯州里諾縣的城市。

## 地方資料
根據2020年美國人口普查的數據，普里蒂普萊里的面積為1.49平方千米，當中陸地面積為1.49平方千米，而水域面積為0.00平方千米。當地共有人口660人，而人口密度為每平方千米442.95人。